# Tony Brown (Schiedsrichter)
Tony Brown (* 4. Januar 1967 in Marianna, Florida; † 20. Oktober 2022) war ein US-amerikanischer Schiedsrichter im Basketball, der von der Saison NBA 2002/03 bis zur Saison NBA 2020/21 in der NBA tätig war. Er trug die Uniform mit der Nummer 6.

## Karriere

### Continental Basketball Association
Vor dem Einstieg in die NBA arbeitete er für vier Jahre als Schiedsrichter in der Continental Basketball Association.

### National Basketball Association
Brown begann im Jahr 2002 seine NBA-Schiedsrichterlaufbahn beim Spiel der Boston Celtics gegen die Chicago Bulls. Sein letztes Spiel, die Washington Wizards gegen die Cleveland Cavaliers, leitete er im April 2021.
Zuvor war er vier Jahre als Schiedsrichter in der NBA G-League und drei Jahre in der Women’s National Basketball Association tätig.

## Persönliches
Brown verstarb am 20. Oktober 2022 an den Folgen von Bauchspeicheldrüsenkrebs.